# ابلق

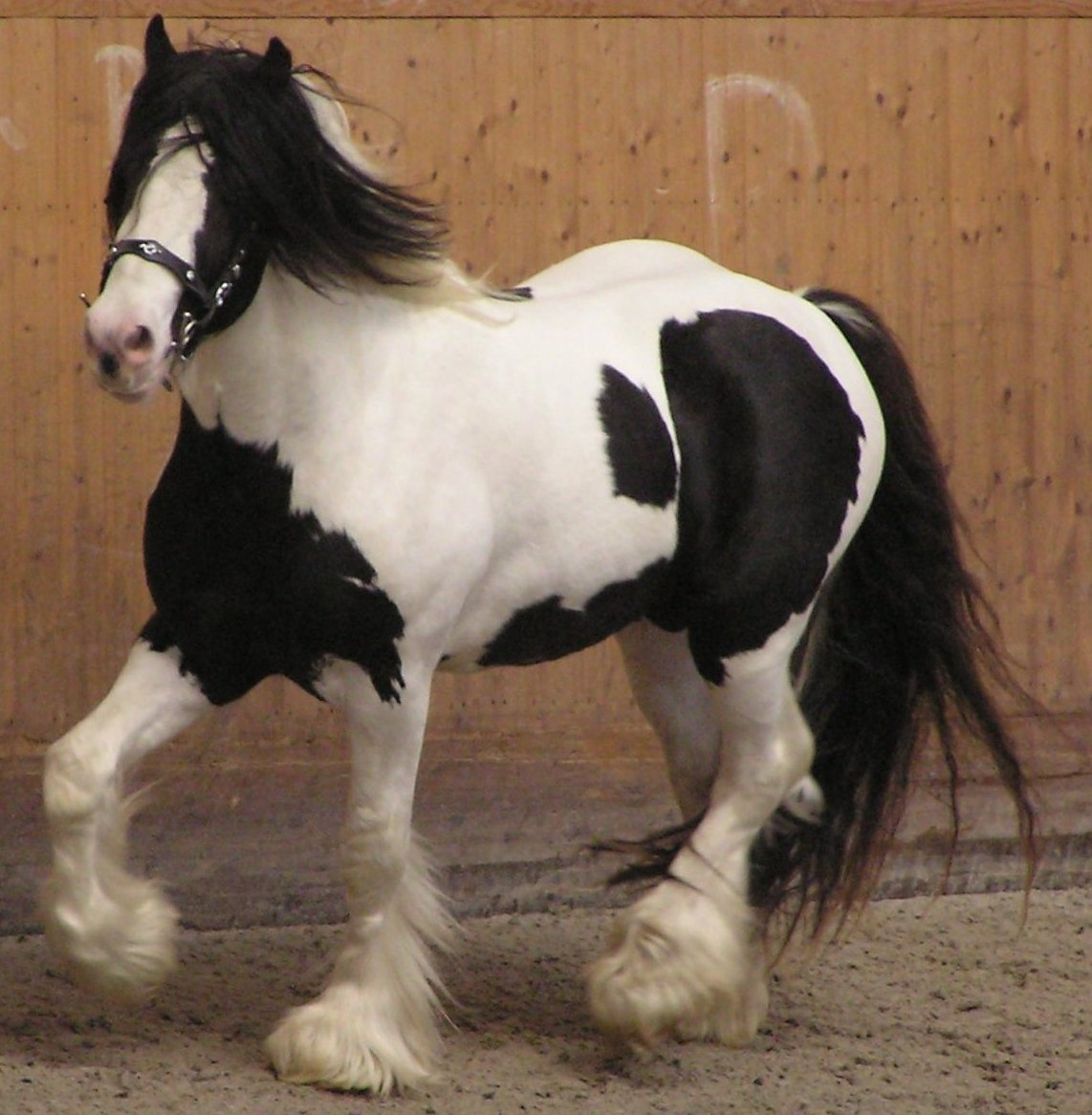

اَبلَق (عربی‌شده واژهٔ پارسی ابلک) یا پیسه یا دورَنگ (به انگلیسی: Pied, Piebald)، به جانوری می‌گویند که دارای دو رنگ سیاه و سفید باشد. از جمله جانورانی که دارای گونهٔ ابلق هستند، می‌توان گاو، اسب، گربه و انواع پرندگان مانند کبوتر را نام برد.

## اسب ابلق
اسب‌های ابلق در واقع اسب‌های سیاهی هستند که یکی از چند الل ابلق‌شدن را در ژنوم خود دارند.